# Circuito Mundial de Voleibol de Praia de 2003
O Circuito Mundial de Voleibol de Praia de 2003 foi uma série de competições internacionais de vôlei de praia organizadas pela Federação Internacional de Voleibol (FIVB). Para a edição 2003, o Circuito incluiu 7 torneios Open para o naipe feminino e 5 torneios Open para o naipe masculino, 4 torneios de Grand Slam para ambos os gêneros, além da edição do Campeonato Mundial de Vôlei de Praia de 2003 para ambos os certames.

## Calendário

### Feminino
| Torneio                                                                                 | Ouro                                          | Prata                                                | Bronze                                        | Quarto lugar                                         |
| Aberto de Rodes Rodes, Grécia De 11 a 15 de junho de 2003                               | BrasilAna Paula Henkel · Sandra Pires         | BrasilAdriana Behar · Shelda Bedê                    | Estados UnidosKerri Walsh · Misty May-Treanor | CubaTamara Larrea Peraza · Dalixia Fernández Grasset |
| Aberto de Gstaad Gstaad, Suíça De 17 a 21 de junho de 2003                              | Estados UnidosKerri Walsh · Misty May-Treanor | BrasilAna Paula Henkel · Sandra Pires                | BrasilAdriana Behar · Shelda Bedê             | Estados UnidosJenny Johnson Jordan · Annett Davis    |
| Grand Slam de Berlim Berlim, Alemanha De 24 a 28 de junho de 2003                       | BrasilAna Paula Henkel · Sandra Pires         | Estados UnidosHolly McPeak · Elaine Youngs           | BrasilAdriana Behar · Shelda Bedê             | Estados UnidosKerri Walsh · Misty May-Treanor        |
| Aberto de Stavanger Stavanger, Noruega De 1 a 5 de julho de 2003                        | BrasilAna Paula Henkel · Sandra Pires         | Estados UnidosKerri Walsh · Misty May-Treanor        | BrasilAdriana Behar · Shelda Bedê             | Estados UnidosHolly McPeak · Elaine Youngs           |
| Grand Slam de Marseille Marseille, França De 15 a 19 de julho de 2003                   | Estados UnidosKerri Walsh · Misty May-Treanor | BrasilAna Paula Henkel · Sandra Pires                | BrasilAdriana Behar · Shelda Bedê             | AustráliaNatalie Cook · Nicole Sanderson             |
| Grand Slam de Klagenfurt Klagenfurt, Áustria De 30 de julho a 2 de agosto de 2003       | Estados UnidosKerri Walsh · Misty May-Treanor | BrasilAna Paula Henkel · Sandra Pires                | BrasilAdriana Behar · Shelda Bedê             | Estados UnidosHolly McPeak · Elaine Youngs           |
| Aberto de Osaka Osaka, Japão De 6 a 10 de agosto de 2003                                | BrasilAna Paula Henkel · Sandra Pires         | BrasilAdriana Behar · Shelda Bedê                    | AustráliaNatalie Cook · Nicole Sanderson      | BrasilAlexandra Fonseca · Tatiana Minello            |
| Aberto de Lianyungang Lianyungang, China De 13 a 17 de agosto de 2003                   | Países BaixosMarrit Leenstra · Rebekka Kadijk | AlemanhaSusanne Lahme · Danja Müsch                  | AustráliaNatalie Cook · Nicole Sanderson      | Suíça Nicole Schnyder-Benoit · Simone Kuhn           |
| Aberto de Bali Bali, Indonésia De 20 a 24 de agosto de 2003                             | ChinaTian Jia · Wang Fei                      | CubaTamara Larrea Peraza · Dalixia Fernández Grasset | ChéquiaSoňa Nováková · Eva Celbová            | ChinaYou Wenhui · Wang Lu                            |
| Aberto de Milão Milão, Itália De 3 a 7 de setembro de 2003                              | ChinaTian Jia · Wang Fei                      | BrasilAdriana Behar · Shelda Bedê                    | Estados UnidosNancy Mason · Dianne DeNecochea | Países BaixosMarrit Leenstra · Rebekka Kadijk        |
| Grand Slam de Carson Carson (Califórnia), Estados Unidos De 18 a 21 de setembro de 2003 | Estados UnidosKerri Walsh · Misty May-Treanor | BrasilAna Paula Henkel · Sandra Pires                | AustráliaNatalie Cook · Nicole Sanderson      | ChinaTian Jia · Wang Fei                             |
| Campeonato Mundial Rio de Janeiro (Cidade), Brasil De 7 a 12 de outubro de 2003         | Estados UnidosKerri Walsh · Misty May-Treanor | BrasilAdriana Behar · Shelda Bedê                    | AustráliaNatalie Cook · Nicole Sanderson      | Estados UnidosJenny Johnson Jordan · Annett Davis    |

### Masculino
| Torneio                                                                                 | Ouro                                      | Prata                                       | Bronze                                      | Quarto lugar                                       |
| Aberto de Rodes Rodes, Grécia De 4 a 8 de junho de 2003                                 | Estados UnidosDain Blanton · Jeff Nygaard | BrasilBenjamin Insfran · Márcio Araújo      | ÁustriaNikolas Berger · Clemens Doppler     | CanadáJohn Child · Mark Heese                      |
| Aberto de Gstaad Gstaad, Suíça De 18 a 22 de junho de 2003                              | BrasilBenjamin Insfran · Márcio Araújo    | AlemanhaMarkus Dieckmann · Jonas Reckermann | Suíça Stefan Kobel · Patrick Heuscher       | ÁustriaNikolas Berger · Clemens Doppler            |
| Grand Slam de Berlim Berlim, Alemanha De 25 a 29 de junho de 2003                       | BrasilHarley Marques · Franco Neto        | ArgentinaMariano Baracetti · Martín Conde   | BrasilRicardo Alex Santos · Emanuel Rego    | AlemanhaMarkus Dieckmann · Jonas Reckermann        |
| Aberto de Stavanger Stavanger, Noruega De 2 a 6 de julho de 2003                        | BrasilRicardo Alex Santos · Emanuel Rego  | ArgentinaMariano Baracetti · Martín Conde   | AustráliaJulien Prosser · Mark Williams     | BrasilDagoberto”Juca” · Jefferson Bellaguarda      |
| Grand Slam de Marseille Marseille, França De 16 a 20 de julho de 2003                   | BrasilRicardo Alex Santos · Emanuel Rego  | Suíça Martin Laciga · Paul Laciga           | Estados UnidosDain Blanton · Jeff Nygaard   | AlemanhaChristoph Dieckmann · Andreas Scheuerpflug |
| Aberto de Espinho Espinho, Portugal De 23 a 27 de julho de 2003                         | BrasilRicardo Alex Santos · Emanuel Rego  | NoruegaJørre Kjemperud · Vegard Høidalen    | AustráliaAndrew Schacht · Joshua Slack      | BrasilBenjamin Insfran · Márcio Araújo             |
| Grand Slam de Klagenfurt Klagenfurt, Áustria De 30 de julho a 3 de agosto de 2003       | BrasilBenjamin Insfran · Márcio Araújo    | Estados UnidosKevin Wong · Stein Metzger    | Suíça Stefan Kobel · Patrick Heuscher       | Estados UnidosDain Blanton · Jeff Nygaard          |
| Aberto de Mallorca Mallorca, Espanha De 3 a 7 de setembro de 2003                       | BrasilBenjamin Insfran · Márcio Araújo    | AlemanhaMarkus Dieckmann · Jonas Reckermann | ArgentinaMariano Baracetti · Martín Conde   | BrasilHarley Marques · Franco Neto                 |
| Grand Slam de Carson Carson (Califórnia), Estados Unidos De 18 a 21 de setembro de 2003 | BrasilRicardo Alex Santos · Emanuel Rego  | Suíça Sascha Heyer · Markus Egger           | Estados UnidosMike Whitmarsh · Canyon Ceman | ÁustriaNikolas Berger · Clemens Doppler            |
| Campeonato Mundial Rio de Janeiro (Cidade), Brasil De 14 a 19 de outubro de 2003        | BrasilRicardo Alex Santos · Emanuel Rego  | Estados UnidosDax Holdren · Stein Metzger   | BrasilBenjamin Insfran · Márcio Araújo      | PortugalJoão Brenha · Miguel Maia                  |

## Quadro de medalhas
| Ordem | País           | Medalha de ouro | Medalha de prata | Medalha de bronze | Total |
| ----- | -------------- | --------------- | ---------------- | ----------------- | ----- |
| 1.    | Brasil         | 13              | 9                | 7                 | 29    |
| 2.    | Estados Unidos | 6               | 4                | 4                 | 14    |
| 3.    | China          | 2               | 0                | 0                 | 2     |
| 4.    | Países Baixos  | 1               | 0                | 0                 | 1     |
| 5.    | Suíça          | 0               | 2                | 2                 | 4     |
| 6.    | Cuba           | 0               | 1                | 0                 | 1     |
| 7.    | Alemanha       | 0               | 3                | 0                 | 3     |
| 8.    | Argentina      | 0               | 2                | 1                 | 3     |
| 9.    | Noruega        | 0               | 1                | 0                 | 1     |
| 10.   | Austrália      | 0               | 0                | 6                 | 6     |
| 11.   | Chéquia        | 0               | 0                | 1                 | 1     |
| 12.   | Áustria        | 0               | 0                | 1                 | 1     |